# Godviken
Godviken är en sjö i Åre kommun i Jämtland och ingår i Indalsälvens huvudavrinningsområde. Sjön har en area på 0,0638 kvadratkilometer och ligger 503,7 meter över havet.

## Delavrinningsområde
Godviken ingår i det delavrinningsområde (704635-137337) som SMHI kallar för Utloppet av Häggsjön. Medelhöjden är 525 meter över havet och ytan är 5,43 kvadratkilometer. Räknas de 5 avrinningsområdena uppströms in blir den ackumulerade arean 38,79 kvadratkilometer. Härrån som avvattnar avrinningsområdet har biflödesordning 2, vilket innebär att vattnet flödar genom totalt 2 vattendrag innan det når havet efter 314 kilometer. Avrinningsområdet består mestadels av skog (71 procent). Avrinningsområdet har 1,23 kvadratkilometer vattenytor vilket ger det en sjöprocent på 22,7 procent.